# Tarves (Aberdeenshire)
Pour les articles homonymes, voir Tarves.
Tarves est un village situé dans l’Aberdeenshire, en Écosse.

## Source
- (en) Cet article est partiellement ou en totalité issu de l’article de Wikipédia en anglais intitulé « Tarves » (voir la liste des auteurs).